# Grünenbach
Grünenbach este o municipalitate și o comună din districtul Lindau, landul Bavaria, Germania.

## Geografie
Grünenbach se găsește în regiunea Allgäu. Constă din localitățile Ebratshofen și Grünenbach.

## Istoric
Înainte de 1800, 1800 Grünenbach fusese sediul unui tribunal local și aparținuse Austriei, ca parte a autorității Bregenz-Hohenegg, înainte de a deveni parte a Bavariei.

## Demografie
În 1970 municipalitatea avusese 1.140 de locuitori, în 1987 fuseseră 1.124, iar în anul 2000 în Grünenbach erau 1.285 locuitori. 
1. ↑  Alle politisch selbständigen Gemeinden mit ausgewählten Merkmalen am 31.12.2018 (4. Quartal) (în germană), Statistisches Bundesamt[*], arhivat din original la 10 martie 2019, accesat în 10 martie 2019